# Eduardo Dockendorff
Eduardo Dockendorff Vallejos (né le 22 janvier 1949 à Los Angeles au Chili), est un homme politique chilien. Secrétaire général de la présidence de 2004 à 2006.